# Televisión Togolesa
Télévision Togolaise (TVT) (en español: Televisión Togolesa) es el canal nacional de televisión de Togo. Sus oficinas centrales y estudios se encuentran en la capital, Lomé.

## Historia
Télévision Togolaise fue creada en 1969 para fomentar el desarrollo de la televisión en Togo. Sin embargo, sus transmisiones regulares son inauguradas el 31 de julio de 1973 por el presidente Gnassingbé Eyadéma. Desde sus inicios, Télévision Togolaise está en manos del Ministerio de Información de Togo.